# Raymond Pecsteen
Raymond Pecsteen (Brugge, 4 december 1867 - Ruddervoorde, 5 september 1965) was een Belgische politicus. Hij was burgemeester van Ruddervoorde.

## Levensloop
Baron Raymond Edouard Arthur Pecsteen was de zoon van Arthur Pecsteen. Hij trouwde in 1894 met jkvr. Christine de Meester de Betzenbroeck (Mechelen, 11 juni 1871 - Ruddervoorde, 1 december 1957), dochter van senator jhr. Raymond de Meester de Betzenbroeck en van jkvr. Octavie de Kerchove de Denterghem.
Ze hadden zes kinderen:
- Geneviève (1895-1989), die trouwde met graaf Jacques de T'Serclaes de Wommersom (1890-1954)
- Marie-Antoinette (1896-1915)
- Philippe (1898-1898)
- Simone (1901-1995), die trouwde met ridder Etienne de Geradon (1900-1980)
- Jacques (1904-1998), die trouwde met Odette de Meeûs (1906-1988)
- Robert (1911-1987), die trouwde met Françoise Camberlyn d'Amougies

## Politiek
In 1902 werd hij provincieraadslid voor het kanton Brugge en bleef dit tot in 1946. In tegenstelling tot zijn vader en grootvader behoorde hij tot de katholieke partij.
In 1908 werd hij gemeenteraadslid van Ruddervoorde. In 1920 werd hij er burgemeester en bleef dit tot hij in juli 1941 door de bezetter werd afgezet. Zoals in alle dergelijke gevallen werd de benoeming van de oorlogsburgemeester onwettelijk verklaard en bleef Pecsteen de wettelijke burgemeester van 1920 tot 1953.
Tijdens zijn lange leven vervulde hij heel wat functies. Zo was hij:
- regeerder van de Wateringen van Eyensluis-Grootreygaertsvliet
- regeerder van de watering van Greveninge
- regeerder van de Polder van Zandvoorde
- lid van de provinciale commissie voor monumenten en landschappen
- lid van de provinciale toezichtcommissie op de psychiatrische inrichtingen
- voorzitter van de provinciale commissie voor de verfraaiing van het landelijk leven
- voorzitter van de provinciale landbouwcommissie
- voorzitter van het Verbond van katholieke kringen
- erevoorzitter van de Vrije Eigenaars- en Landbouwersbond
- voorzitter van de muziekmaatschappij De Eendracht (Oostkamp)